# Schlacht von Derapet
Die Schlacht von Derapet wurde am 24. August 2010 in der Nähe des Dorfes Derapet im Tangi-Tal in Dehrawud, Provinz Urusgan, ausgetragen. Die Gefechte führten eine Patrouille der australischen Armee und der afghanischen Nationalarmee gegen Taliban-Kämpfer. Australischen Streitkräfte hatten erst kürzlich die Verantwortung für Deh Rahwod übernommen, die nach dem niederländischen Rückzug aus Afghanistan im August stattfand. Die Gruppe bestand aus 20 Australiern und 20 afghanische Soldaten der Nationalen Armee. Die Truppe der 1. Mentoring Task Force (MTF-1) mit Sitz in Tarin Kut bestand aus zwei Infanterieeinheiten und zwei ASLAV Spähpanzern und wurde mit einer Kampfpatrouille beauftragt, aufständische Streitkräfte zu finden und zu verjagen.

## Ablauf
Nachdem Aufklärungseinheiten in der Nähe von Derapet Männer im Kampffähigen Alter gesehen haben und zudem noch die Frauen und Kinder das Gebiet verließen, zog eine Patrouille in die Richtung des Dorfes. Zunächst wurde die Gruppe von 90 bis 100 Aufständischen aus weniger als 100 Metern Entfernung angegriffen. Die australischen und afghanischen Truppen reagierten, indem sie aus verschiedenen Positionen angriffen. Apache Kampfhubschrauber boten ebenfalls Luftunterstützung, während präzisionsgelenkte Artillerie mit 155 Millimetern (6,1 Zoll) aus einer US-Haubitze M777 ebenfalls zur Unterstützung eingesetzt wurde. Nach dreieinhalb Stunden intensiver Kämpfe ging den Australiern und Afghanen schließlich die Munition aus und sie mussten sich zurückziehen. Eine schnelle Eingreifgruppe sicherte das Gelände, damit die im Kampf beteiligten Soldaten zurück zur Patrouillenbasis in Anar Juy kamen.
Ein australischer Soldat wurde während der Kämpfe getötet und anschließend mit einem Hubschrauber evakuiert. Berichten zufolge wurden während der Schlacht über 30 Taliban-Kämpfer getötet, während weitere Tote und Verletzte vermutlich von anderen Islamisten auf ihrem Rückzug weggetragen wurden. Die überlebenden Taliban zogen sich anschließend in die Berge zurück.

## Auszeichnungen
Korporal Daniel Keighran wurde für seine Aktionen während dieser Schlacht mit dem Victoria-Kreuz ausgezeichnet. Keighran verließ „unter völliger Missachtung seiner eigenen Sicherheit mehrfach die Deckung, um intensives und genaues feindliches Feuer [auf sich] zu ziehen, um feindliche Standorte zu identifizieren und das Feuer von australischen und afghanischen Feuerunterstützungselementen direkt zurückzugeben“. Später in der Schlacht bewegte sich Keighran „als seine Patrouille erneut auf eigene Initiative und in einem Akt außergewöhnlichen Mutes ein Opfer erlitt … von seiner Deckungsposition, um dem Team, das das Opfer behandelte, [von Feindlichen feuer zu schützen].“ Andere Soldaten, die für ihre Aktionen in der Schlacht ausgezeichnet wurden, waren Leutnant James Fanning (Distinguished Service Medal), Sergeant Sean Lanigan und Private Paul Langer (Medal of Gallantry) und Private Sean Parker (Commendation for Gallantry).